# Pure soul
『pure soul』（ピュア・ソウル）は、日本のロックバンド、GLAYのメジャー4作目のオリジナルアルバム。及び本作の収録曲の1つである。
1998年7月29日にmustard/UNLIMITED RECORDSよりリリースされた。本作よりYOSHIKIのプラチナム・レコードから、新たに設立されたアンリミテッドレコードに移籍した為、規格品番がPOCH-8001に採番されている。
音楽出版権は当初エクスタシーミュージックが管理していたが、現在はGLAYの個人事務所lover soulに移管されている。

## 解説
1997年のベストアルバム『REVIEW-BEST OF GLAY』のヒット後に制作された作品であり、その1997年の間に新しく書き下ろした曲から選曲して、本作が制作された。そのデモの数は、1997年12月の選曲会議では、70曲以上にも及んだと言う。
『REVIEW-BEST OF GLAY』が490万枚近くの大ヒットを記録しただけに、TERUは今作に関して今の自分をもっと超えたい所から来るプレッシャーをかなり感じており、「次は本当に凄い作品を作らなければならない」と語っていた。しかし、その一方で、TAKUROとJIROはデモテープを集めた段階から、凄くいいアルバムに仕上がりそうな予感があったと感じていたと述べており、HISASHIも「『REVIEW』の記録的なセールスとか、色んなことがあっただけに、レコーディングにかかってくる音の変化とか重要性みたいなのが、今回はあるだろうと予想してたが、それ以上にレコーディングがしたくてしょうがない時期で、リハーサルの時とかもライブみたいな感じだった。」と楽しい雰囲気の中でレコーディングが行われたことを述べている。その結果、TERUも「他のメンバーが楽しそうにやっていて、それに助けられた。」と語っており、本作を「『REVIEW』あってこそ出来たアルバム」と述べている。
アルバム全体に関して、TERUは「誰かに聴かせた時に「すごくいいね」の一言が欲しいから頑張る。その気持ちが集結した、非常にポップなアルバム」と述べており、TAKUROも佐久間正英、D.I.E.、永井利光などのゲストミュージシャンを含む、それぞれのメンバーの強烈なオリジナリティと個性が感じられるアルバムおよび、サウンドや歌詞も基本的にGLAYと言うものがより深く、さらに広がり、周りの状況だけでなく、(当時)20代中盤の自分たちの中にあるものが反映された作品になったと語っている。
2009年に発売されたベストアルバム『THE GREAT VACATION VOL.1 〜SUPER BEST OF GLAY〜』の初回限定盤Bの特典DVDに、このアルバムの制作風景が収録されている。

## 記録
- 累計売上は242.7万枚を記録し、GLAYのオリジナルアルバムでは初のダブルミリオンを達成[1]。GLAYのオリジナルアルバムの中では、最高売上を記録した。
- 第40回日本レコード大賞ベストアルバム大賞受賞（1998年12月）

## 収録曲
| 全作詞: TAKURO、全編曲: GLAY・佐久間正英。 |                            |           |        |      |
| #                                          | タイトル                   | 作詞      | 作曲   | 時間 |
| 1.                                         | 「YOU MAY DREAM」          | TAKURO    | TAKURO | 5:15 |
| 2.                                         | 「ビリビリクラッシュメン」 | TAKURO    | JIRO   | 4:34 |
| 3.                                         | 「May Fair」               | TAKURO    | TAKURO | 4:58 |
| 4.                                         | 「SOUL LOVE」              | TAKURO    | TAKURO | 4:28 |
| 5.                                         | 「出逢ってしまった2人」    | TAKURO    | TAKURO | 3:56 |
| 6.                                         | 「pure soul」              | TAKURO    | TAKURO | 6:24 |
| 7.                                         | 「誘惑」                   | TAKURO    | TAKURO | 4:16 |
| 8.                                         | 「COME ON!!」              | TAKURO    | TAKURO | 3:23 |
| 9.                                         | 「FRIEDCHICKEN & BEER」    | TAKURO    | TAKURO | 4:37 |
| 10.                                        | 「3年後」                  | TAKURO    | TAKURO | 7:33 |
| 11.                                        | 「I'm in Love」            | TAKURO    | TAKURO | 6:37 |
| 合計時間:                                  | 合計時間:                  | 合計時間: | 56:01  |      |

### 楽曲解説
1. YOU MAY DREAM
明治製菓「チョコレートクッキーホルン」CMソング、1999年のフジテレビ「フォーミュラ・ニッポン」中継テーマソングに採用された。ライブを意識した楽曲となっている。
2. ビリビリクラッシュメン
JIRO作曲（作詞はTAKURO）。GLAYのライブでは定番の曲。1995年末には既に完成しており、2ndアルバム『BEAT out!』の収録候補曲であったが、本作品に収録された。ライブにおいては、メンバー4人それぞれの見せ場がある。
3. May Fair
BEAT out!ツアーから歌われていたが、3rdアルバム『BELOVED』制作の後に完成したため、本作品での収録となった。TAKUROが「May Fairをシングルにしたらどうか」とメンバーに話したところ「BELOVEDの方がいい」という答えが返ってきたという。
ベストアルバム『DRIVE-GLAY complete BEST』の収録曲を決めるアンケートで18位を獲得したが、収録には至らなかった。
4. SOUL LOVE
14thシングル。カネボウ「ブロンズラブ '98夏」キャンペーンソング。 PVは、メンバーの笑顔が多く映り、それまでのGLAYのイメージとは一味違う作品となっている。記載はないがアルバムバージョンであり、シングルとはわずかに違いがある（間奏部分のボーカルがない。なお、このバージョンは後にリリースされたバラードベストアルバム『-Ballad Best Singles- WHITE ROAD』にも収録されている）。
5. 出逢ってしまった2人
TAKUROとTERUが、ライブドキュメンタリー作品『無限のdéjà vu DOCUMENT of “BEAT out!” TOURS 海賊盤』にて原曲を歌っているシーンがある。演奏される機会は少ない曲であったが、「GLAY ARENA TOUR 2009 THE GREAT VACATION」にて演奏された。
6. pure soul
本作のタイトル曲で、TDK「ミニディスクXAシリーズ」キャンペーン・ソング。12thシングル「HOWEVER」と同時期に、TAKUROがニューヨークで作り出した曲で、その2曲は当人曰く兄弟曲。当初「HOWEVER」と、この曲のどちらをシングルとして発表するべきかが考えられていた。後にベストアルバム『DRIVE-GLAY complete BEST』『THE GREAT VACATION VOL.2 〜SUPER BEST OF GLAY〜』『DRIVE 1993〜2026 -GLAY complete BEST』にも収録された。特に『DRIVE 1993〜2026 -GLAY complete BEST』の選曲投票では1位に選ばれ、その記念に27年越しにミュージック・ビデオも制作・公開された[9]。
7. 誘惑
13thシングル。TDK「ミニディスクXAシリーズ」キャンペーン・ソング。ライヴでも多く演奏されている。
8. COME ON!!
プロデューサーである佐久間正英をギターに迎えての一発録音で収録されており、テンションの高いハード・ナンバーとなっている。何度かリアレンジされてのライブでの披露もされている。
9. FRIEDCHICKEN & BEER
LUNA SEAのギタリストSUGIZOがゲスト参加している。当時GLAY関連スタッフであった山本の名前が盛り込まれているなど、歌詞は遊び心に満ちたものになっている。歌詞カードには「作者の意図により歌詞と歌っている内容が一部異なります」という注釈が書かれている。
10. 3年後
前曲とCDのトラック上でこそ分かれているが、サウンド上では繋がっており、この傾向は次のアルバムにも受け継がれる事となった。Mr.Childrenの5thアルバム『深海』収録の「シーラカンス」に似ていると言われ、この事に関し、桜井和寿に謝りにいったところ、笑って許してくれたという。
11. I'm in Love
大勢の著名人（オセロ、長島三奈、鈴木紗理奈、山本シュウ、中山加奈子、富田京子、せがわきりなど）がコーラスで参加している、いわゆるパーティー・ソングであり、ライブのみならず、メンバーのバースデー・パーティーなどでも演奏されることがある。歌詞に、主人公の両親への愛情が記されている事など、当アルバムのタイトル・チューンの歌詞とも共通点が多々ある。当アルバムのラストを飾るナンバーであり、ライブにおいても同様にラストナンバーとして披露されるケースが多い。『ミュージックステーション』でも披露された。

## 演奏
- 永井利光：Drums
- D.I.E.：Piano, Keyboards
- 佐久間正英
  - Piano, Keyboards, Programming
  - クイッ！クイッ！Guitar (#8)
- SUGIZO：切れ味 Guitar (#9)
- 斎藤ネコ：Violin (#9)
- 斎藤ネコストリングス：Strings (#9)
- 中山加奈子、Nao、山戸繁和 (CRIPTON)：Guitar, Chorus (#11)
- 荘口彰久、angie、Atsunori Masubuchi、バッキー木場、CHIROLYN、高間秀樹、Hiroyuki Koike、Izumi Yamaguchi、大角香里、Kazuko Takamiyagi、せがわきり、今野久美・大沢奈央子  (CRIPTON)、富田京子、長島三奈、オセロ (松嶋尚美・中島知子)、高宮城ネスター、鈴木紗理奈、Sawako、山本シュウ、Takeshi Nomura、川上とも子、水村玲子：Chorus (#11)

## pure soul Anthology
『pure soul Anthology』（ピュア・ソウル・アンソロジー）は、日本のロックバンドであるGLAYの4作目のアルバム『pure soul』の復刻盤。
2018年7月31日に、ポニーキャニオンより発売。

### 概要
- アンソロジーシリーズとしては6作目。
- 2CD+1Blu-rayの3枚組とブックレット付。DISC1には『pure soul』収録曲11曲に、シングル「HOWEVER」とそのカップリング曲、「誘惑」「SOUL LOVE」のカップリングを含めた15曲を、マイケル・ツィマリングによるリミックス＆リマスタリングを施し収録[11]。
- DISC2にはアルバム収録曲とシングル・カップリング曲の当時デモ音源と、未発表曲を収録[12]。
- DISC3はBlu-rayとなっており、1998年8月30日に阪急西宮スタジアムで行われた「pure soul in STADIUM "SUMMER of '98"」を全曲収録のほか、当時の未発表シーンを加えたドキュメント映像「pure soul MOVIE 2018」も収録[13][14]。
- ブックレットには『pure soul』リリース当時の撮り下ろし写真や、雑誌・新聞記事から厳選したインタビュー記事、pure soulにまつわる素材を掲載[15]。
- 初週で6,864枚を売り上げ、オリコン週間アルバムランキング(2018年08月13日付)では12位を獲得[16]。トップ10圏内にはランクインできなかったものの、初動売り上げは前作『BELOVED Anthology』を上回った。

### 収録曲

#### DISC 1
pure soul Remix & Remastering 2018
1. YOU MAY DREAM
2. ビリビリクラッシュメン
アウトロがフェードアウトではなく最後まで収録されている。
3. May Fair
前曲と同様、アウトロがフェードアウトではなく完奏されている。
4. SOUL LOVE
5. 出逢ってしまった2人
6. pure soul
7. 誘惑
8. COME ON!!
9. FRIEDCHICKEN & BEER
10. 3年後
前曲のアウトロが、イントロに被さっていないミックスに変更。
11. I'm in Love
12. HOWEVER
12thシングル。
13. I’m yours
12thシングル「HOWEVER」のカップリング曲。
14. Little Lovebirds
13thシングル「誘惑」のカップリング曲。
15. アイ
14thシングル「SOUL LOVE」のカップリング曲。

#### DISC 2
pure soul Anthology Demo 1998
1. YOU MAY DREAM Demo
2. ビリビリクラッシュメン Demo
3. May Fair Demo
4. SOUL LOVE Demo
5. 出逢ってしまった2人 Demo
6. pure soul Demo
7. 誘惑 Demo
8. COME ON!! Demo
9. FRIEDCHICKEN & BEER Demo
10. 3年後 Demo
11. I'm in Love Demo
12. HOWEVER Demo
13. I’m yours Demo
14. Little Lovebirds Demo
15. アイ Demo
16. PEACE OF MIND
未発表曲。

#### DISC 3(Blu-ray)
- pure soul in STADIUM "SUMMER of '98"　阪急西宮スタジアム（1998年8月30日）

1. YOU MAY DREAM
2. ビリビリクラッシュメン
3. SOUL LOVE
4. 原色の空<Cloudy Sky>
5. More than Love
6. May Fair
7. Little Lovebirds
8. FRIEDCHICKEN & BEER
9. HOWEVER
10. 誘惑
11. COME ON!!
12. SHUTTER SPEEDSのテーマ
13. 彼女の"Modern..."
14. pure soul

[ENCORE 1]
1. グロリアス
2. 口唇
3. ACID HEAD

[ENCORE 2]
1. I'm in Love

- pure soul Spin-off Movie～HEAVY GAUGE前夜、4人の肖像～[14]